# Біжи (фільм, 2013)
«Біжи» — фільм 2013 року.

## Зміст
17-річний Деніел успішно промишляє зі своїм батьком злодійством та віртуозно використовує свої навички в паркурі. Вони переїжджають з міста у місто і спритно ховаються від поліції. Та одного разу батько Деніела вирішує зав'язати з криміналом і привозить сина до Нью-Йорка, де вони починають нове життя. Деніел знайомиться з новими друзями, які також захоплюються паркуром, а ще зустрічає своє кохання — прекрасну Емілі. Однак кримінальне минуле дає про себе знати і незабаром Деніелу доведеться боротися за своє життя і за життя своїх нових друзів.